# 楊偉甫
楊偉甫（1952年—）曾任經濟部水利署署長、經濟部常務次長、台灣中油公司董事長、台灣電力公司董事長，現為桃園國際機場股份有限公司董事長。2022 獲國際組織亞洲土木聯盟 (ACECC) 個人終身成就獎。中華民國國際經濟合作協會 (CIECA) 法國委員會、澳大利亞委員會、丹麥委員會主任委員。

## 外部來源
- 全台大停電! 藍急找戰犯 要王美花.楊偉甫下台 （页面存档备份，存于）